# Лобизъм
Лобизмът е характерна съвременна дейност на неформален натиск в полза на конкретно политическо решение.
Вследствие от широкото му практикуване постепенно е институционализиран и включен в правния корпус на някои от съвременните държави и системи за управление, главно в англосаксонската правна система.

## Произход
Терминът възниква в политиката на САЩ. С него се описват опитите за влияние над избраните парламентаристи при изготвянето на законите в Конгреса. В средата на XIX век практиката се възприема широко във Великобритания, където се изразява най-вече в опити за пряко въздействие върху парламента.

## Съвременна представа
Съвременното значение на лобизма е по-обхватно и е свързано с действията на групите по интереси, които целенасочено въздействат върху властта на различни нива с цел реализация на специфични корпоративни, включително и най-вече меркантилни интереси. Групите по интереси се стремят да оказват влияние и да търсят подкрепа не само от отделните депутати, а също от политически партии, публичната бюрокрация, различни публични институции, както и от масовата публика посредством медиите. Това развиване на лобизма и разширяването на търсените източници на подкрепа е свързано с нарастващото значение на изпълнителната власт.
Лобизмът днес често се свързва и с анализирането и разясняването на конкретен проблем, с цел управляващите да го възприемат като значим и да включат решаването му в актуалния политически дневен ред, като лобисткото влияние може да се изразява и в конкретната подкрепа за даден проект за решение. Съвременното лобиране може да се разглежда и като комуникативна връзка, при която гражданските, частните или групови интереси се представят пред съответното ниво от държавното управление и се опитват да окажат влияние върху процеса на взимане на политически решения.
Първият по-сериозен опит за регламентация на лобистките практики в България се прави в XXXIX народно събрание с внесения от депутата Борислав Цеков и група депутати от НДСВ законопроект на Закон за публичност и регистрация на лобистите и лобистката дейност.